# Bag fængslets port
Bag fængslets port er en amerikansk stumfilm fra 1919 af William Worthington.

## Medvirkende
- Sessue Hayakawa som Tomaya
- Vola Vale som Emily Stone
- Tsuru Aoki som Sada
- Florence Vidor